# Adirondack Red Wings
De Adirondack Red Wings was een ijshockeyclub uit Glens Falls die speelde in de American Hockey League. De Red Wings waren onderdeel van de NHL-club Detroit Red Wings. In 1999 werd een geplande verhuis naar Rossford geannuleerd en werd de club opgeheven. Reeds datzelfde jaar richtte Detroit de nieuwe dochterclub Adirondack IceHawks op.

## Trainers
- Bill Purcell 1979–1980
- Wayne Maxner 1980–1981
- Doug McKay 1981–1982
- Bill Mahoney 1982–1983
- Bill Dineen 1983–1989
- Barry Melrose 1989–1992
- Newell Brown 1992–1997
- Glenn Merkosky 1997–1999